# Barrièren
Barrièren (originaltitel The Passionate Adventure) er en britisk stumfilm fra 1924 instrueret af Graham Cutts.

## Medvirkende
- Clive Brook som Adrian St. Clair
- Alice Joyce som Drusilla St. Clair
- Marjorie Daw som Vicky
- Victor McLaglen som Herb Harris
- Lillian Hall-Davis som Pamela
- Joseph R. Tozer som Sladen
- Mary Brough som Rolis
- John F. Hamilton som Bill